# دليم
الدُلَيم هي قبيلة عربية كبيرة، تقع في أعالي وغرب الفرات بالعراق وكانت محافظة الأنبار تسمى بإسمهم لواء دليم قبل قيام ثورة تموز 1968. توجد بالعراق وفي محافظة الأنبار
تتكون قبيلة الدليم من مجموعة من العشائر والذين ينتمون لقبيلة الدليم غالباً يلقبون بأسماء عشائرهم أو باسم الدليمي.

## الأصول
تنقسم قبيلة الدليم إلى عده فروع رئيسية آل بورديني، والمحامدة، وال فهد ، وال علوان، وينتمي أغلب الدليم إلى آل بورديني ثم المحامدة، بالاضافه الى وجود ثلاثه فروع اخرى الحلابسه والفتله وال حمد الجاسم (الكرابله والملاحمه والبوبالي والبوعبيد)
يذكر المؤرخ النجدي محمد بن حمد البسام التميمي (1831م) أن الدليم ينقسمون إلى أربع فرق وهم:
(آل بورديني وآل فهد وال علوان والمحامدة).
ويقصد بكلامه دليم الرمادي ويكمل حديثه عنهم :
( وكل عشيرة من هؤلاء مائتان وخمسون فارساً. والف سقماني لكنهم أبطال اذا صالوا، كرام اذا نالوا، يحمون الحما بنجيع الدّما، ويمتطون الظهور، ويجلّون الصدور. ". وهم كثيرون جدّا. والعشائر الأخرى الموجودة في اللواء لا توازيهم كثرة. وشجاعتهم لا تنكر.)
(ومن زبيد بالحجاز بنو حرب بين مكة والمدينة. وبنو زبيد الذين بالشام والجزيرة فهم من طيِّئ وليسوا من هؤلاء  ) 
هناك قولين في اصل الدليم :
- ان الدليم من زبيد طيء من نسل ثامر (دليم) بن حسين بن مكتوم بن محجوب بن بهيج بن ذبيان الزبيدي
- ان الدليم نسب وحلف وانها قبيلة تشكلت من حلف قبلي من زبيد طيء ومن الضياغم العبيديين من قبيلة جنب وسمي الحلف على اسم جد الزبيديين دليم (ثامر)، وهذه رأي جماعة من البوفهد ، والعشائر الملقبة بالضياغم في القبيلة طوال التاريخ منذ نشئتها كعشائر كانت جزء من حلف قبيلة دليم ولم تدخل في حلف شمر ولا يصح انتسابهم للحلف الشمري لانهم لم يكونوا جزء منه عند تشكيل الحلف قبل 5 قرون، وبل حارب البوفهد والبوعلوان قبائل حلف شمر من الاسلم وعبده في اكثر من مناسبة وفي اكثر من موقع وقاموا باجلاءهم عن موقع تل الرماد (الرمادي) ومناطق شرق الرمادي التي استوطنتها عشيره البوفهد مما يؤكد انهم لم يكونوا جزء من حلف شمر لكن في نفس الوقت انهم يشتركون مع اسره ال رشيد شيوخ عبده شمر بالنخوة او اللقب حيث يلقبون بالضياغم وهي تسميه تطلق على اسر من عبيدة قحطان وبني هاجر وعلى عشيرة البوفهد بالدليم وعلى اسره ال رشيد من فخذ الجعفر من عبده شمر

وشمر قبيلة عربية جزرية تشكلت من حلف قبائل من طيء (زوبع، الاسلم، عبده) قبل ٥ قرون، وسمي الحلف على مسمى الجبل "جبل شمر"، وكانت لهم اماره كبيرة تسمى اماره جبل شمر ، واساس حلف شمر قبيلة زوبع وقبائل الاسلم وعبده، ولعل في المستقبل القيام بفحوصات جينيه بين افراد قبائل عبده وعبيدة قحطان وقبائل دليم الملقبة بالضياغم والمقارنه بينهم سيكشف مدى التقارب بين القبائل الثلاث.
وجد الدليم  بهيج بن ذبيان الزبيدي كان آخر أمراء زبيد في حائل الملقب بسلطان البر. وفي عهده تحالفت ضد حكمه وقومة زبيد قبائل اخرى من طيء (زوبع والأسلم وعبدة)، مشكلين بذلك جبهة كبيرة وقوية ضد بهيج وقومه الزبيد وحلفائهم، لينتهي الأمر بإجلاء بهيج وقومة عن الجبلين، ورحيلهم نحو العراق، ولتنشأ بعد ذلك إمارة قبيلة جبل شمر بزعامة عبدة وأمرائهم آل علي ثم آل الرشيد وسيطرتهم على معظم اراضي الجزيرة العربية.
وحسب الفحص الجيني التي اجريت اجتمعت قبائل زبيد طيء (العكيدات والعبيد والعزه والبوشعبان) ومحامده دليم مع طيء على السلاله J1، واجتمع معهم من الدليم ايضا عشائر الحلابسه والفلاحات والفتله والبوخميس وعشائر من البورديني البوريشة والبوسوده والبوفراج والبوجليب والبومحل والبومانع على السلاله J1، وقد اجتمعت البوفهد والبوعلوان على السلالة R مع ابناء عمومتهم قسم من عشائر البورديني، تحديدًا عشيره (البومرعي والبوخليفه والبوعلي الجاسم)، وقد خرجت قبيلة شمر ايضا على السلاله J1 والسلالة R ، ورغم ذلك مهما فحصت العينات الجينية لا تكفي للحكم لمعرفة نسبة انتشار السلالة في قبيلة معينه يبلغ تعدادها مليون نسمه، فالعشائر ايضا تنقسم الى فروع عشائر ثانوية (فخذ) ومنها الفخذ الحليف .
ويرجع نسب المحامدة الى محمد بن دليم (ثامر) بن حسين بن مكتوم بن محجوب بن بهيج بن ذبيان الزبيدي
ويرجع نسب البورديني الى رديني بن محمد بن جاسم بن دليم (ثامر) بن حسين بن مكتوم بن محجوب بن بهيج بن ذبيان الزبيدي
ويرجع نسب البوفهد الى فهد بن جاسم بن محمد بن علي بن حسين بن جاسم بن دليم (ثامر) بن حسين بن مكتوم بن محجوب بن بهيج بن ذبيان الزبيدي ، وقيل نسبهم يرجع الى فهد بن جاسم بن ربيع بن محمد بن محمد بن جاعب بن عمير بن احمد بن راشد بن منيف بن ضيغم بن منيف بن جابر بن علي بن عبد الرب بن ربيع بن سليمان بن عبدالرحمن بن روح بن مدرك العبيدي من قبيلة جنب، وهناك قول ثالث انهم يرجعون لقريش
ويرجع نسب البوعلوان الى علوان بن جاسم بن محمد بن علي بن حسين بن جاسم بن دليم (ثامر) بن حسين بن مكتوم بن محجوب بن بهيج بن ذبيان الزبيدي، وقيل نسبهم يرجع الى علوان بن عرار بن شهوان بن منصور بن ضيغم بن منيف بن جابر بن علي بن عبد الرب بن ربيع بن سليمان بن عبدالرحمن بن روح بن مدرك العبيدي من قبيلة جنب
ويرجع نسب الفتله الى جمعه بن دليم (ثامر) بن حسين بن مكتوم بن محجوب بن بهيج بن ذبيان الزبيدي
ويرجع نسب الكرابلة والملاحمة والبوعبيد والبوبالي الى حمد بن جاسم بن دليم (ثامر) بن حسين بن مكتوم بن محجوب بن بهيج بن ذبيان الزبيدي
ويرجع نسب البوشعيب في البوفهد الى البوسرايا من الاسلم الطائية من حلف شمر
يتحدث المستشرق الألماني ماكس فون أوبنهايم عن قبيلة الدليم
| دليم | الدليم هي القبيلة الأقوى بين قبائل زبيد الثلاث, بل إنها القبيلة الأقوى في القسم الجنوبي من الجزيرة. يعيش ربع أعضاء الدليمً كبدو رُحّل, أما الباقون فمستقرون. وهم بين الدليم البدو والدليم المستقرين والمستقر الرئيسي للقبيلة هو الرمادي على نهر الفرات. تتكون الدليم بالأصل من أربع عشائر : البوعلوان, البوفهد, والبورديني, والمحامدة. انضم إلى اتحادهم البوعيسى والجميلة اللتان كانتا تسكنان جنوب الفلوجة; فكان هذا التغير الوحيد الذي أصاب تركيبة القبيلة, والملاحظ أن أعداد البورديني زادت منذ ذلك الحين كثيراًً بشكل كبير بالمقارنة مع العشائر الأخرى, جعلتها تتخطى إطارها كعشيرة. يمارس البوذياب حردان العيثة ومطلق الشاوس سلطتهما على الضفة اليسرى من النهر ويحكم علي بن سليمان البكر من البوعساف الضفة اليمنى _ ينتمي هؤلاء الثلاثة جميهم إلى البورديني. يسكن الدليم المستقرون ضفتي نهر الفرات بين هيت والفلوجة ويتخطون هذه المكان وهم يبيعون منتجات اقتصادهم الزراعي في هيت وبغداد والمدن الشامية, أما الدليم البدو الرحل مربّو أغنام في معظمهم, فهم يسكنون ويمتلكون منطقة واسعة توسعت كثيرا بعد خروج قبيلة العبيد من الجزيرة (حوالي عام 1815م), تبدأ من عانة وتتجاوز في الشرق خط سامراء-الفلوجة, وتصل في الشمال إلى المناطق الحضرية, في الربيع يخيم الدليم الرحل في الصحراء السورية أيضاً. ثمة عداوة بين الدليم وشمر التي تجتاز منطقة الجزيرة في الربيع والخريف لكنها متحالفة بالمقابل مع العمارت عنزة الذين لهم حق الرعي في مناطقهم. يحكم الدليم الشيخ علي بن سليمان البكر أعظم شيوخ الدليم نفوذاً منذ فترة ما قبل الحرب. وهو بعكس أبيه حرص على عدم تحدي السلطات أياً كانت. انفرد الشيخ حردان العيثة بإثارة المتاعب في وجه الإنجليز. أما نجرس بن كعود شيخ البونمر فبقي داعم وموالي للأتراك العثمانيين حتى نهاية الحرب مع أنه كان ألد أعدائهم في الماضي. | دليم |

- محمد (خميس) بن دليم وهو جد المحامدة
- رديني بن محمد بن جاسم بن دليم (ثامر) وهو جد البورديني 
  - نمر الرديني وهو جد البونمر والبومحل والبسودة
  - سالم الرديني وهو جد البعلي الجاسم
  - سليم الرديني وهو جد البو سليم
  - عساف الرديني وهو جد البوجليب
  - محمد الرديني وله ثلاث أبناء هم كل 
    - مرعي بن محمد الرديني وهو جد البو مرعي
    - خليفة بن محمد الرديني وهو جد البوخليفة
    - خلف بن محمد الرديني ويطلق على أبنائه ( البوخلف ) وفيهم رئاسة
      - هزيم بن خلف المحمد الرديني وهو جد البوهزيم
      - مطرد بن خلف المحمد الرديني وهو جد البوجابر
      - عساف بن خلف المحمد الرديني وهو جد البوعساف
      - درناج بن خلف المحمد الرديني وهو جد البوجداح
      - ذياب خلف المحمد الرديني  وهو جد البوذياب
- حمد بن جاسم بن دليم وله ابنان 
  - موسى الحمد الجاسم وهو جد الكرابلة
  - عيسى الحمد الجاسم وله إبنان هم
    - مغضب بن عيسى الحمد الجاسم وإبنه ملحم وهو جد الملاحمة
    - عبيد بن عيسى الحمد الجاسم وله إبنان هم كل من
      - سالم بن عبيد العيسى الحمد الجاسم وهو جد البوعبيد
      - بالي بن عبيد العيسى الحمد الجاسم وهو جد البوبالي
- حسين بن جاسم بن دليم وله ابنان 
  - علوان الحسين وإبنه سلطان وهو جد الحلابسة ويتنخون بإسمه ( سلاطين )
  - علي الحسين وإبنه محمد وابنه جاسم وأبناء جاسم هم كل من 
    - فهد الجاسم المحمد وهو جد البوفهد ويتنخون بإسمه ( فهود )
    - علوان الجاسم المحمد وهو جد البوعلوان
- جمعة بن دليم (ثامر) وهو جد الفتلة

## التاريخ
الدليم بالأصل كانوا أهل بادية وترحال يسكن الدليم الرُحّل ما بين الفلوجة والقائم وفي الربيع يخيم الدليم البدو الرحل في الصحراء السورية، أما الدليم المستقرون فهم يسكنون ما بين الرمادي والقائم على ضفتي نهر الفرات، في القرن الثامن عشر بدأت عشائر الدليم المستقرة بالهجرة نحو الشرق حتى وصلوا إلى جنوب بغداد. وعندما قدمت قبائل البوفهد والبوعلوان الى منطقة تل الرماد (الرمادي) ومناطق شرق الرمادي كان يقطن قبلهم فيها قبائل من حلف شمر عشيرة الشجيرية من عبده والاسلم وقد حاربوهم وحلّوا مكانهم بقياده امير الدليم الشيخ ضيدان العليوي .
كانت إمارة قبيلة الدليم شبه دولة ذات حكم ذاتي، كانت موالية للدولة العثمانية لكن لم تكن للقوات العثمانية سيطرة فعلية على القبيلة وعلى أغلبية أراضيهم ، في بعض الاحيان كان للقبيلة اميرين في الوقت ذاته شيخ مشايخ الدليم حاكم سنجق الدليم الذي اعترفت الدوله بسلطاته والموالي لها، والشيخ امير أماره الدليم الذي لا يعترف بسلطة الدولة على قبيلته وامارته، وقد كان هناك تقاسم للسلطات بينما احدهم يحكم الشامية غرب النهر والاخر يحكم الجزيرة شرق النهر، ازدهرت مناطق هذه القبيلة في القرن الثامن عشر، وتواصلت هجرتها واستيطانها للمناطق الزراعية والرعوية على ضفاف دجلة والفرات، وسيطرت على المناطق وأخضعت القبائل الأخرى في المنطقة وتحالفت معها القبائل المحيطة. آنذاك أغلب عشائر قبيلة الدليم اعتبرت مسلحة جيداً وقد عرف عن عشائر الدليم أنهم ذو مهارات قتالية جيدة ضد القبائل الأخرى وضد القوات العثمانية، كل عام عندما تقوم القوات العثمانية بشن الهجمات على العشائر العراقية من أجل سحق قوة العشائر، في أغلب الأحيان فشلت القوات العثمانية بالسيطرة على قبائل الدليم.
أثناء الحرب العالمية الأولى دخل الجيش العثماني بعض المدن في لواء الدليم مستغل انشغال عشائر الدليم بقتال قبائل أخرى على حدود حصيبة، برغم من ذلك عندما غزت القوات البريطانية العراق ساعد الدليميون العثمانيون في قتالهم ضد البريطانيين، العديد من عشائر الدليم التي لا زالت أراضها تحت سيطرة العثمانيون استمروا بدعم العثمانيين حتى احتلت أرضهم من قبل البريطانيين خصوصاً عشائر النمر من قبيلة البورديني الدليم.
ويقدر عدد أفراد الدليم اليوم على الأقل بحدود نصف مليون إلى مليون نسمة في الأنبار وبابل وبغداد وديالى والموصل وعموم العراق والرقة والدير. 
 يتواجد الدليم في محافظة الأنبار وخصوصاً في الرمادي المستقر الرئيسي للقبيلة ويبلغ عدد سكانها 900 ألف نسمة، وفي قضاء الفلوجة يشكل عشائر الدليم جزء كبير من السكان ويبلغ عدد سكانها 700 ألف نسمة، وفي قضاء هيت تنتشر عشائر كثيرة من الدليم، وكذلك سائر مدن الأنبار كالقائم والرطبة وحديثة والخالدية والحبانية والكرابلة وسائر العراق ويتواجدون في اعالي الجزيرة الفراتيه في الرقة والدير.

### الدولة العراقية الحديثة
كان لأبناء عشائر المنطقة الغربية دور كبير في نشأة الدولة العراقية وساهموا كثيراً في ترسيخ استقرار الوضع الاقتصادي والسياسي وظهور مؤسسات الدولة الحديثة من وزارات ومؤسسات خدمية ودوائر أخرى خصوصاً أثناء العهد الملكي وأثناء حكم الرئيس العراقي عبد السلام عارف الجميلي وهو الذي يعود لقبيلة الجميلة المتحالفة مع الدليم. 

زار الملك فيصل قبيلة الدليم في 31 يوليو 1921 وقد استقبله الشيخ علي السليمان وشيوخ البوعيثة وشيوخ القبيلة والآلاف من الأشخاص من قبيلة الدليم وقام شيوخ قبيلة الدليم بمبايعة فيصل ملكاً على العراق، وقد بدت الفرحه على وجه فيصل بهذه اللقاء بعد إفشال تنصبه ملك بسوريا ، وعلى الرغم ان امير المحمرة خزعل الكعبي و امير الدليم علي سليمان كانوا من المرشحين لملك العراق، ورغم ان حاكم الدليم كان يرغب في اقامة دوله خاصه بقبيلته على غرار اماره الكويت.

في سنه 95 قامت احدى عشائر القبيلة (البوعلوان) بثوره مسلحة للاطاحة بالنظام بالعراقي، وقد تم تحرير الف سجين من سجن بغداد المركزي وانسحبت القوات العراقية من الأنبار واستطاع الثوار السيطرة على المدن ومراكز الشرطة والمباني الحكومية وقد نشق الألوف الجنود والضباط من القبيلة والقبائل الاخرى وانظموا للثوار ، وقد نجح النظام العراقي في نهاية الامر باخماد التمرد واستعاده السيطرة على المدن، وقد انزعج النظام العراقي من التمرد لذلك عمل على تقسيم عشائر القبيلة الى عشائر فرعيه اخرى وعلى جعل كل فخذ عشيرة مستقله ولها شيخها بهدف اضعاف القبيلة ومنع وحده قرارها.

### الحرب الأمريكية على العراق
كان استهداف سبعة مزارعين من عشيرة دليم (البوعلوان) في منطقة المدائن أحد الأسباب الرئيسية التي جعلت أبناء الدليم يقاتلون الجيش الأمريكي في الأنبار وعموم مناطق العراق، لعبت عشائر الدليم دور كبير في قتال الأمريكان من الفلوجة والرمادي وإلى القائم ولكن عشائر الدليم الرئيسية المحامدة، والبورديني (البوعساف والبونمر والبومرعي والبوخليفة والكرابلة والبوعبيد والبوذياب والبوعلي الجاسم) والبوعلوان والفلاحات والحلابسة كان لهم الدور الأعظم في قتال الأمريكان بالإضافة إلى قبائل البوفهد وزوبع والبوعيسى والجميلة والجبور والعبيد والجنابيين، وقد ضخت القوات الامريكية بقوات المرتزقه الاجنبية لمنع وقوع ضحايا عدديه في صفوف قواتها وعجزت ثلاث سنوات عن الدخول برياً الى مدن ومناطق القبيلة في الانبار .

## عشائر الدليم
عشائر الدليم كثيرة ولكن ينتمي أغلب الدليم لفرعين رئيسين آل بورديني والمحامدة، وتكاد تنحصر عشائر الدليم فيما يلي:
| - البورديني : - البوعساف - البوذياب - البوعيثه - البوجابر - البوعلي الجاسم - البومرعي والبوخليفة - البوهزيم - البوفراج - ألبوريشة - البوغانم | - البو نمر - البوسودة - البومحل - البوجليب - البومانع - ال حمد الجاسم : - الكرابلة - الملاحمة - البوبالي - البوعبيد | - المحامدة - الجريسات - الفلاحات - السلمان - البو خميس - البوعزام - البو سليم - البوخالد - البوشهاب - المصالحة | - البوعلوان - البوفهد - الحلابسه - الفتله |

يبلغ عدد عشائر المحامدة نحو 18 عشيرة وهي (الشيحه، الجريسات، الفلاحات، السلمان، الرعود، المصالحة، البوعزام، البوشهاب، البوذياب، البوذويب، آل طعمة، الجحاليون (الكحلي)، البو كريفع، الملك، البوعكاش الخضر، البوخميس، دليم الخضر)
ويبلغ عدد عشائر قبيلة البورديني الدليم نحو 20 عشيره وهي (البوعساف، البوخليفة، البومرعي، البوهزيم، البوفراج
البوعلي الجاسم، البوجابر، البوعبيد، ألبوريشة، البوذياب، البوعيثه، البو نمر، البوسودة، البومحل، البوجليب، البوغانم، البوبالي، الملاحمة، الكرابلة، الحلابسة)
العشائر المتحالفة مع الدليم في منطقة الأنبار وهي: الجميلة، البوعيسي، زوبع، عنزة، الغرير، البوشعبان، العكيدات، الجبور، العبيد، الجنابيين، المعاضيد، الانباريين، الكبيسات، المساره.

## بيت الرئاسة
عرفت الأنبار باسم لواء الدليم نسبة إلى تمركز قبيلة الدليم في هذه المنطقة، وقبل ذلك عرفت باسم سنجق الدليم. وقد اعترفت السلطات العثمانية بامير الدليم الشيخ عيثة بن حمد الذياب كحاكم على إقليم الدليم سنة 1705م.
بقي شيوخ البوذياب العيثة من عشيرة البورديني يحكمون الدليم لمدة طويله، وبعد وفاة الشيخ عيفان العيثة الحمد الذياب ترأس قبيلة الدليم شيخ البوفهد الشيخ ضيدان العليوي وهو ابن اخت عيفان وكان قاسيا ذو سطوة وجبروت وكان يتشبه بخاله وقد قام باجلاء بعض القبائل الى مناطق الموصل ، ومن بعده انتقل حكم الدليم (القبيلة والأرض) لشيوخ البوعساف من عشيرة البورديني الدليم. 

كانت منطقة الدليم تاريخيا تتمتع بالاستقلالية وكان شيخ الدليم حاكم لواء الدليم يلقب بالأمير وتتبعه كافة عشائر الدليم في حالة السلم والحرب. حيث كانت الدولة العثمانية تحوي داخل حدودها على ولايات والوية وسناجق وامارات تابعة للسلطنه العثمانية فاماره الدليم تاريخيا اقدم من دولة العراق الكيان الحديث الذي اسسه الانجليز سنه 14 يوليو 1958
وقد كان الانجليز قد تعهدوا بسحب قواتهم من ارض الدليم اذا بايعوا ابن شريف مكه فيصل ملك على البلاد، وقد زار فيصل الأول قبيلة الدليم في 31 يوليو 1921م، وقد استقبله الشيخ علي السليمان أمير الدليم و شيوخ القبيلة و 5000 شخص من قبيلة الدليم وقام شيوخ قبيلة الدليم بمبايعة فيصل ملكاً على العراق كان هذه اللقاء بمثابة استفتاء تقرير المصير، وقد بدت الفرحه على وجه فيصل بهذه اللقاء بعد إفشال تنصبه ملك بسوريا ، وعلى الرغم ان امير المحمرة خزعل الكعبي و امير الدليم علي سليمان كانوا من المرشحين لملك الدولة العربية الموعودة (العراق)، ورغم ان حاكم الدليم كان يرغب في اقامة دوله خاصه بقبيلته على غرار اماره الكويت.

## الشيوخ
إن مشيخة عشائر الدليم منحصرة في بيتين، بيت الشيخ علي سليمان من عشيرة (البوعساف) البورديني وبيت الشيخ مشحن الحردان العيثة من عشيرة (البوذياب) البورديني.
شيوخ قبيلة البورديني الدليم:
- الشيخ رعد عبد الجبار علي السليمان العسافي الدليمي (شيخ عشيرة البوعساف وقبيلة البورديني وامير الدليم)
- الشيخ بزيع معجل نجرس الكعود النمراوي الدليمي (شيخ عشيرة البونمر)
- الشيخ مظهر العبد الرزاق الخربيط الخليفاوي الدليمي (شيخ عشيرة البوخليفه والبومرعي)
- الشيخ عدنان أحمد فرحان مطلك الطارش الهزيماوي الدليمي (شيخ عشيرة البوهزيم)
- الشيخ محمد عودة مطلك الحمزة العلياوي الدليمي (شيخ عشيرة البعلي الجاسم)
- الشيخ حميد زبن الشوكة الذيابي الدليمي (شيخ عشيرة البوذياب)
- الشيخ إبراهيم نايف مشحن الحردان العيثاوي الذيابي الدليمي (شيخ عموم عشيرة البو عيثة والبوذياب)
- الشيخ تركي مصلح الجديع الفراجي الدليمي (شيخ عشيرة البو فراج)
- الشيخ خميس مشعان آل نطاح الجليباوي الدليمي (شيخ عشيرة البوجليب)
- الشيخ خليفة بديوي عاصي السند الكربولي الدليمي (شيخ عشيرة الكرابلة)
- الشيخ خالد خلف العواد الجابري الدليمي (شيخ عشيرة البوجابر)
- الشيخ أحمد ساجر جاسم الملاحمي الدليمي (شيخ عشيرة الملاحمة)
- الشيخ محمد عبد حماد سليمان الدليمي (شيخ عشيرة البوعبيد)
- الشيخ عبد الوهاب سرحان البيلاوي الدليمي (شيخ عشيرة البوبالي)
- الشيخ محمود العجيل السويداوي النمراوي الدليمي (شيخ عشيرة البوسودة)
- الشيخ صباح سطام عفتان المحلاوي النمراوي الدليمي (شيخ عشيرة البومحل)
- الشيخ حمزة عبد الرزاق الكرطان المناعي النمراوي الدليمي (شيخ عشيرة البومانع)
- الشيخ حمد العباس الحلبوسي الدليمي (شيخ عشيرة الحلابسة)

شيوخ قبيلة المحامدة الدليم: 
- الشيخ حكمت سمير الشلال المحمدي الدليمي (شيخ قبيلة المحامدة)
- الشيخ شلال الفلاحي المحمدي الدليمي (شيخ عشيرة الفلاحات)
- الشيخ عدنان محيبس الصريم الجريسي المحمدي الدليمي (شيخ عشيرة الجريسات)
- الشيخ عويجان حمد الهمشير المحمدي الدليمي (شيخ عشيرة البوخميس)